# Девід О'Салліван
Девід О'Салліван (1 березня 1953, Дублін) — ірландський дипломат і європейський чиновник, генеральний секретар Європейської комісії в 2000—2005 роках, посол Європейського Союзу в США (2014—2019). Генеральний директор Інституту міжнародних та європейських справ (IIEA). Cпеціальний посланник з питань виконання санкцій ЄС, у зв’язку зі збройною агресією РФ проти України.

## Життєпис
Народився 1 березня 1953 року в Дубліні. У 1975 році отримав ступінь з економіки та соціології в Триніті-коледж в Дубліні, а через рік закінчив європейські студії в Європейському коледжі в Брюгге. О'Салліван розмовляє англійською, французькою, іспанською, німецькою, ірландською та японською мовами.
З 1975 по 1979 року працював у відділі закордонних справ у Дубліні, потім почав працювати в адміністрації Європейської комісії в Брюсселі. Він був серед іншого Першим секретарем представництва Європейської комісії в Японії (1981—1985), членом кабінету комісара Пітера Сазерленда (1985—1989) і заступником голови кабінету комісара Падрейга Флінна (1994—1996). Він очолював генеральні директорати Європейської комісії, а потім у 1999 році став керівником політичного кабінету президента Єврокомісії Романо Проді.
З 2000 по 2005 рік він обіймав посаду генерального секретаря Єврокомісії, потім з 2005 до 2010 року очолював генеральний директорат з питань торгівлі. У 2010 році він був призначений операційним директором Європейської служби зовнішніх дій. З 2014 по 2019 рік був номінований послом Європейського Союзу в США.
З січня 2023 року — Спеціальний представник Європейського Союзу з питань санкцій, займається координацією санкційної політики ЄС проти РФ, також відстеженням спроб ухиляння від санкцій ЄС.